# Karleskogel
De Karleskogel is een 3106 meter hoge berg in de Ötztaler Alpen in het Oostenrijkse Tirol.
De berg ligt in de Weißkam, ten noordoosten van de Braunschweiger Hütte. De berg ligt net ten noorden van de grens tussen de gletsjers Karlesferner en de Rettenbachferner, het Rettenbachjoch. De Karleskogel is de "huisberg" van de Braunschweiger Hütte en is vanaf daar via het Pitztaler Jöchl (2996 meter) in ongeveer twee uur te bereiken (UIAA-moeilijkheidsgraad II). De tocht over de zuidgraat neemt slechts een uur in beslag, maar is lastiger (UIAA-moeilijkheidsgraad III).